# Yūma Matsumoto
Yūma Matsumoto (japanisch 松本 雄真 Matsumoto Yūma; * 14. November 1999 in der Präfektur Chiba) ist ein japanischer Fußballspieler.

## Karriere
Yūma Matsumoto erlernte das Fußballspielen in der Jugendmannschaft von Kashiwa Russell, in der Schulmannschaft der Shoshi High School sowie in der Universitätsmannschaft der Niigata University of Health and Welfare. Die Saison 2020 und 2021 wurde er von der Universität an Kataller Toyama ausgeliehen. Der Verein aus Toyama spielte in der dritten japanischen Liga. Während seiner Ausleihe kam er siebenmal in der dritten Liga zum Einsatz. Nach der Ausleihe wurde er am 1. Februar 2022 von Kattaller für ein Jahr fest unter Vertrag genommen. 2022 bestritt er 26 Ligaspiele für den Klub. Zu Beginn der Saison 2023 nahm ihn der ebenfalls in der dritten Liga spielende FC Imabari unter Vertrag. Nach 32 Ligaspielen wechselte er im Juli 2024 nach Miyazaki auf Leihbasis zum Ligakonkurrenten Tegevajaro Miyazaki. Hier bestritt er bis Saisonende 16 Ligaspiele. Nach der Ausleihe wurde er im Februar 2025 von Miyazaki fest unter Vertrag genommen.